# 호네온나

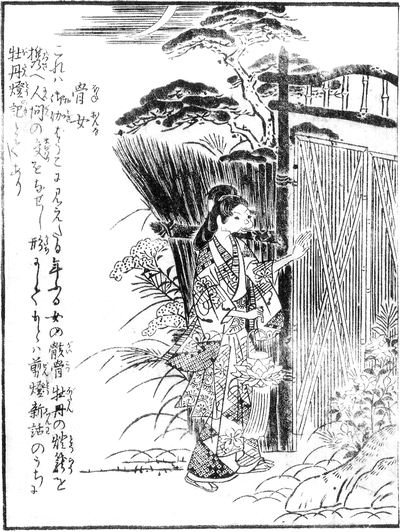
도리야마 세키엔《곤자쿠가즈조쿠햣키》의 '호네온나'

호네온나(骨女)는 도리야마 세키엔의 요괴 화집《곤자쿠가즈조쿠햣키》에 그려진 일본의 요괴이다.

## 개요
이름대로 해골의 모습을 한 여성의 요괴로 그려져있다.
세키엔의《곤자쿠가즈조쿠햣키》의 해설문에 의하면 '오토기 바우코' 이야기에 나이를 먹은 여자의 해골이 모란 무늬가 들어간 제등을 들고, 생전 사랑했던 남자의 집에 들러서 남자와 성교를 하는 이야기가 있다고 적혀있다.
이는 아사이 료우이의 저서《오토기 보우코》에 수록된 괴담《모란등롱》의 여자 망령・야코를 그린 것이다.《오토기 보우코》에 의하면 오기와라 신노조라는 남자가 미녀의 모습을 한 야코와 만나고 매일 밤처럼 정사를 치르지만, 어느날 밤에 이웃집 노인이 그것을 엿보니 신노조와 해골이 껴안고 있는 기괴한 장면이었다고 한다.
또, 야마다 노리오의 저서《도호쿠 괴담의 여행》에도 아오모리현의 괴담으로 호네온나라는 이름의 요괴의 이야기가 등장한다. 이는 안세이 시대, 주위에서 추녀라고 불린 여자가, 사후에는 해골의 모습이 좋아 사람들에게 보여주기 위해서 마을 안을 해골의 모습으로 돌아다녔다고 한다. 좋아하는 것은 물고기의 뼈이고, 고승과 만나면 으스러져 버린다고 한다. 그러나 이 이야기의 호네온나는 세키엔이 그린 것과는 다른 것이라고 지적받고 있다.